# Новое Иванцево (Нижегородская область)
Новое Иванце́во (также Новое Иванцёво) — село в Шатковском районе Нижегородской области России. Входит в состав Староиванцёвского сельсовета.

## География
Село находится в юго-восточной части Нижегородской области, в зоне хвойно-широколиственных лесов, к югу от автодороги 22К-0086, на левом берегу реки Аратки, на расстоянии приблизительно 27 километров (по прямой) к востоку-северо-востоку (ENE) от рабочего посёлка Шатки, административного центра района. Абсолютная высота — 201 метр над уровнем моря.
Климат
Климат характеризуется как умеренно континентальный, с коротким умеренно тёплым летом и холодной продолжительной зимой. Среднегодовая температура — 3,6 °C. Средняя температура воздуха самого тёплого месяца (июля) — 18,8 °C; самого холодного (января) — −12,4 °C (абсолютный минимум — −44 °C). Среднегодовое количество атмосферных осадков составляет 430 мм, из которых 281 мм выпадает в период с апреля по октябрь. Устойчивый снежный покров устанавливается в третьей декаде ноября и держится около 154 дней.
Часовой пояс
Село Новое Иванцёво, как и вся Нижегородская область, находится в часовой зоне МСК (московское время). Смещение применяемого времени относительно UTC составляет +3:00.

## Население
| 1783 | 2002 | 2010 |
| ---- | ---- | ---- |
| 591  | ↘233 | ↘161 |

Этнический состав
Согласно результатам переписи 2002 года, в этнической структуре населения граждане мордовского происхождения составляли 79 % численности жителей.

## История
В мае 1783 года крестьяне-новокрещёны из мордвы деревни Новое Иванцо́во (87 дворов, 296 мужчин, 294 женщины) обратились к епископу Владимирскому и Муромскому Иерониму с просьбой построить им в деревне свою собственную церковь (вероятно, по примеру добившегося этого в 1772 году соседнего Старого Иванцово). Они объясняли, что относятся к числу прихожан Михайло-Архангельской церкви села Великого Врага, но в период бездорожья преодолеть 8 вёрст до него им затруднительно из-за оврага Пары, тем более что по пути они проходят Старое Иванцово. Соседнее же село Архангельское (Головино, Козлиха) в 5 верстах также неудобно им для посещения из-за разливающейся Аратки. Ключарь епархии постановил разобраться в этом вопросе и вначале предложил, не хотят ли жители перейти в приход Старого Иванцово, которое они проходят по пути в Великий Враг. Но жители настаивали на своей, деревянной Михайло-Архангельской церкви, которую и решено было в 1786 году выстроить для них на переданной Синоду земле.
Церковь находится в полуразрушенном состоянии по настоящее время и является редким примером деревянного зодчества конца XVIII века в Арзамасском уезде.